# Trametes ellipsospora
Trametes ellipsospora är en svampart som beskrevs av Ryvarden 1987. Trametes ellipsospora ingår i släktet Trametes och familjen Polyporaceae.   Inga underarter finns listade i Catalogue of Life.